# Estádio Pakhtakor Markaziy
Estádio Pakhtakor Markaziy ou Estádio Central Pakhtakor (Central Stadium Pakhtakor) é um estádio multiuso localizado em Tashkent, Uzbequistão. Atualmente, é usado principalmente para jogos de futebol, mas também, possui instalações de atletismo. O estádio tem capacidade para 35.000 espectadores, todos sentados. Foi construído na época soviética, em 1956 e reformado em 1996.